# Astragalus jesdianus
Astragalus jesdianus är en ärtväxtart som beskrevs av Pierre Edmond Boissier och Friedrich Alexander Buhse. Astragalus jesdianus ingår i släktet vedlar, och familjen ärtväxter. Inga underarter finns listade i Catalogue of Life.